# Forsthaus Banz
Forsthaus Banz ist eine Einöde der oberfränkischen Stadt Bad Staffelstein im Landkreis Lichtenfels.

## Geografie
Forsthaus Banz liegt etwa sechs Kilometer südwestlich von Lichtenfels am südwestlichen Fuß von Kloster Banz. Bei dem Ort mündet der Mühlgraben in den Roßbach, einen rechtsmainischen Zufluss. Eine Gemeindeverbindungsstraße führt nach Altenbanz.

## Geschichte
Herzog Ludwig Wilhelm in Bayern verkaufte 1933 Schloss Banz an die Gemeinschaft von den heiligen Engeln. Die Ländereien blieben aber in wittelsbachischem Besitz. Für die herzogliche Forstverwaltung ließ er 1933 das Forsthaus Banz auf einem Grundstück der Gemarkung Unnersdorf errichten.
1950 hatte die Einöde, die zur Gemeinde Weingarten gehörte, 16 Einwohner und ein Wohngebäude. Der damalige Hauptort Weingarten liegt nordöstlich vier Kilometer entfernt. Die zuständige katholische Kirche befand sich im 1,5 Kilometer entfernten Schloß Banz und die Schule im einen Kilometer entfernten Unnersdorf. 1961 lebten in dem Forsthaus 16 Einwohner in zwei Wohngebäuden. Die zuständige evangelische Pfarrei war im fünf Kilometer entfernten Herreth. Im Jahr 1970 hatte der Ort 14 und 1987 drei Einwohner sowie ein Wohngebäude.
Am 1. Juli 1972 wurde der Landkreis Staffelstein aufgelöst und die Gemeinde Weingarten in den Landkreis Lichtenfels eingegliedert. Zeitgleich wurde Forsthaus Banz aus der Gemeinde Weingarten ausgegliedert und mit Altenbanz, Stadel, Neubanz, Nedensdorf sowie Unnersdorf zur neuen Gemeinde Banz zusammengeschlossen, die am 1. Januar 1978 aufgelöst und in die Stadt Staffelstein eingegliedert wurde. Seitdem gehört Forsthaus Banz zu Staffelstein, jetzt Bad Staffelstein.